# NGC 5988
NGC 5988 este o liner situată în constelația Șarpele. A fost descoperită în 17 aprilie 1887 de către Lewis A. Swift. Se află la o distanță de 205,12 megaparseci de Pământ.